# 7680 Карі
7680 Карі (7680 Cari) — астероїд головного поясу, відкритий 16 квітня 1996 року.
Тіссеранів параметр щодо Юпітера — 3,320.